# Crkva sv. Petra (Krušljevo Selo)
Crkva sv. Petra je rimokatolička crkva u mjestu Krušljevo Selo, općina Oroslavje, zaštićeno kulturno dobro.

## Opis dobra
Pravilno orijentirana kasnobarokna crkva sv. Petra smještena je usred trokutnog trga u središtu Krušljeva Sela, zapadno od Stubičkih Toplica. Prva kapela na ovom mjestu sagrađena 1777. g. znatno je stradala u potresu 1880. g. Tlocrtna koncepcija današnje kapele sastoji se od kružnog broda i izduženog pravokutnog svetišta, zaključenog stiješnjenom apsidom s iluzionističkim freskama. Gotovo je u cijelosti sačuvala svoj izgled iz vremena gradnje te predstavlja kvalitetan primjer dugog trajanja baroknog stila u provinciji (spoj centralnog i longitudinalnog prostora, jednakovrijedna artikulacija svih fasada zbog uvažavanja urbanističke pozicije) uz neke elemente baroknog klasicizma (pročelje).

## Zaštita
Pod oznakom Z-2227 zavedena je kao nepokretno kulturno dobro – pojedinačno, pravnog statusa zaštićena kulturnog dobra, klasificirano kao "sakralna graditeljska baština".